# Robert Shirley, I conte Ferrers
Robert Shirley, I conte Ferrers (East Sheen, 20 ottobre 1650 – Ipswich, 25 dicembre 1717), è stato un militare britannico.

## Biografia
Terzo figlio di Sir Robert Shirley, IV baronetto e Chaterine Hugson, nel 1669 ereditò la baronia da un nipote morto in età infantile e nel 1677 fu confermato come Barone Ferres di Chartley quando il titolo divenne vacante alla morte di Robert Devereux, III conte di Essex
Entrò ben presto nei favori di Carlo II, che lo volle come suo paggio e successivamente favorito, dal 1682 all'85 fu Magister equitum della Regina consorte Caterina di Braganza e suo Lord Steward dal 1685 alla sua morte nel 1705. Dal 1685 fu colonnello del reggimento a piedi della principessa Anna di Danimarca, Lord Luogotenente dello Staffordshire dal 1687-89 e ammesso a far parte del Consiglio Privato di Sua Maestà nel 1689.
Nel 1711, Lord Ferrers fu creato Conte Ferrers e alla sua morte sei anni dopo la contea passò al secondogenito Washington Shirley (il primogenito era morto), mentre la baronia andò alla nipote Elizabeth.